# Roos Dieleman
Roosmarie Dieleman (18 februari 1976) is een Nederlands langebaanschaatsster.
Op het NK afstanden 1997 werd zij derde op de 3000 meter.

## Records

### Persoonlijke records[3]
| Afstand    | Tijd    | Datum           | Baan       |
| ---------- | ------- | --------------- | ---------- |
| 500 meter  | 43,77   | 8 februari 1997 | Heerenveen |
| 1000 meter | 1.26,92 | 9 februari 1997 | Heerenveen |
| 1500 meter | 2.13,92 | 12 januari 1998 | Heerenveen |
| 3000 meter | 4.40,11 | 9 februari 1997 | Heerenveen |
| 5000 meter | 8.33,36 | 26 januari 1997 | Groningen  |